# پناهندگان جنگ داخلی سوریه
پناهندگان جنگ داخلی سوریه (انگلیسی: Refugees of the Syrian Civil War) یا پناهندگان سوری در هنگام بالا گرفتن بحران در سوریه در سال ۲۰۱۵ از این کشور فرار کردند، تا به حال بیش از ۶ میلیون پناهنده سوری در کشورهای مجاور سوریه ثبت شده‌است به‌طور خاص در اردن، ترکیه و عراق و ده‌ها هزار پناهنده سوری نیز هستند که در جایی ثبت نشده‌است،

## بحران پناهندگان سوری
بحران پناهندگان سوری در سایر کشورها شدید و مخرب است. مردم سوریه پس از ۶ سال جنگ داخلی متحمل بیشترین درد و رنج شده‌اند، جنگ سوریه بیشتر از جنگ جهانی دوم در اروپا به طول انجامیده‌است.

## آمار کمیساریای عالی ملل متحد
بر اساس گزارش کمیساریای عالی ملل متحد در ۲۰۱۷، اولین مرحله موج مهاجرین در سال‌های ۲۰۱۳ و ۲۰۱۴ میلادی به مدت دو سال روند ثابتی داشت؛ اما در سال ۲۰۱۷ میلادی به دنبال موفقیت‌های نظامی نیروهای دولت و هم‌پیمان روسی و ایرانی آن در شمال سوریه، این تعداد مجدداً افزایش پیدا کرد. طبق آمار کمیساریای عالی پناهندگی سازمان ملل متحد و مقامات ترکیه تا سال ۲۰۱۷ میلادی تعداد پنج میلیون و ۱۸ هزار و ۱۶۸ نفر سوری به سایر کشورها فرار کرده‌اند.
به موجب آمار اعلام شده بعد از قرارداد توافق ترکیه و سازمان ملل برای کمک به پناهندگان سوری در ژانویه ۲۰۱۵، ترکیه میزبان قریب به ۱٫۶ میلیون سوری بود و حدود ۲۲۷٫۰۰۰ سوری در انتظار ثبت نام برای پناهندگی بودند.

## وقایع شمار

### ۲۰۱۱

#### آوریل
قبل از سوم ماه مه، تعداد سوری‌ها که از مرز ترکیه عبور کرده‌اند حدود ۳۰۰ نفر روزانه بوده‌است. عبدالله گل رئیس‌جمهور ترکیه گفت که ترکیه در حال آماده‌سازی برای مواجه شدن «برای بدترین سناریو»، در اشاره به امکان یک هجوم انبوه از پناهندگان در آینده است و در واقع ترکیه تصمیم گرفته‌است تا یک اردوگاه کوچک در استان هاتای در جنوب مرز ترکیه با سوریه برپا بکند، این اردوگاه در روز جمعه ۲۹ آوریل تعداد ۲۶۳ نفر پناهنده‌ای که از کشور خود فرار کرده بودند را پذیرفت.

#### مه
در اواسط ماه مه حدوداً ۷۰۰ نفر از ساکنین شهرستان تلکلخ به شهر المقیبله در منطقه دره خالد در شمال لبنان فرار کردند. بر اساس استقبال مختار روستا در تاریخ ۱۳ ماه مه بیش از ۱۳۵۰ پناهنده در طول ۱۰ روز که در مجموع شامل زنان، کودکان بودند به این منطقه پناهنده شدند و این انتظار می‌رود که عدد پناهندگان افزایش یابد.
در ۱۴ ماه مه ملیسیا فلمینگ، سخنگوی کمیساریای عالی سازمان ملل در امور پناهندگان گفت، جریان پناهندگان به لبنان محدود بود و تعداد بسیار کمی را شامل می‌شود، او به پناهندگان فراری به ترکیه اشاره کرد که عدد آن در حدود ۲۵۰ نفر بوده‌است.

#### ژوئن
در آستانه عملیات جسرالشغور از طرف ارتش سوریه در ترس از این عملیات ساکنین منطقه شروع به جابجایی به سمت منطقه مرزی ترکیه کردند، ساکنین شهرستان جسرالشغور حدوداً ۴۲۰۰۰ است و در حال حاضر به وضوح این منطقه در ترس از حمله ارتش سوریه خالی از سکنه شده‌است، روزنامه گاردین انگلیس به نقل از مسئولین ترک گفت که حدوداً ۲۵۰۰ پناهنده سوری از مرز ترکیه عبور کردند که اغلب آن‌ها از شهر جسرالشغور هستند، در نیمه ماه مه تعداد پناهندگان سوری در ترکیه به بیش از ۱۰٫۰۰۰ بالغ شد و تعداد پناهندگان سوری در لبنان به ۲۰٫۰۰۰ نفر رسید که اغلب آن‌ها به استان شمالی لبنان در مناطق عکار و وادی خالد و شهر طرابلس پناهنده شده‌اند.

#### ژوئیه
در شروع ماه ژوئیه تعداد پناهندگان سوری در ترکیه براساس گزارش توسط دولت ترکیه به عدد ۱۵٫۲۲۸رسید، این افزایش به دلیل بهم ریختن وضعیت امنیتی ناشی از گسترش اعتراضات در اغلب مناطق کشور سوریه و حمله خشونت بار دولت سوریه با استفاده از نیروهای متمایل به بشار اسد با در نظر گرفتن تعداد پناهندگان در انتهای ماه ژوئیه که به ۱۰٫۲۲۷ نفر بود، کما اینکه تعداد ۵۰۰۰ نفر به محض رسیدن جابجا شدند.

#### سپتامبر
در اوایل ماه سپتامبر تعداد پناهندگان سوری ثبت شده در لبنان رسیده به عدد ۲۶۰۰ پناهندگان رسید در حالیکه چند هزار نفر دیگر در حال اقامت غیرقانونی براساس گزارش کمیساریای عالی پناهندگان در تاریخ سپتامبر ۲۰۱۱ در این کشور به سر می‌برند، تعداد پناهندگان سوری در لبنان به عدد حدودی ۴۰۰۰ پناهنده ثبت شده‌است و تعداد پناهندگان غیر ثبت شده تا ۶٫۰۰۰ می‌رسد. با وجود بازگشت بسیاری از مردم سوریه در ماه‌های ژوئیه و اوت، ترکیه در اوایل ماه سپتامبر شروع به ایجاد شش اردوگاه بزرگ پناهندگان سوری برای پناهندگانی که از سوریه فرار کرده‌اند، نمود.

#### نوامبر
تعداد پناهجویان سوری در ترکیه براساس گزارش چند ارگان خبری تا مرز ۷۶۰۰ پناهنده رسید.

#### دسامبر
در اواسط ماه دسامبر تعداد پناهندگان سوری در اردن به ۱۵۰۰ پناهنده رسید در حالیکه هزاران پناهنده غیر ثبت شده در این کشور هستند. .
در پایان سال ۲۰۱۱، گزارش‌ها از لیبی حاکی از این بود که هزاران نفر از پناهندگان سوری در لیبی اسکان داده شدند.

### ۲۰۱۲

#### ژانویه
براساس گزارش کمیساریای عالی سازمان ملل متحد در امور پناهندگان تعداد پناهندگان سوری ثبت شده در لبنان به عدد ۵۲۳۸ پناهنده رسید، در حالیکه هزاران پناهنده غیر ثبت شده در این کشور به‌سر می‌برند.
همچنین رئیس ستاد ارتش اسرائیل اعلام کرد که ارتش اسرائیل در حال آماده‌سازی برای پذیرش هزاران نفر از پناهندگان منتسب به عشیره علوی‌ها در سوریه که در بلندیهای جولان زندگی می‌کنند می‌باشد، این کار ارتش اسرائیل یک اقدام احتیاطی بود که اگر دولت سوریه اقدام به حمله به این عشیره بکند اسرائیل توان اسکان اضطراری آن‌ها را که مجبور به فرار به اسرائیل شوند را داشته باشد.

#### فوریه
دولت اردن از آغاز ماه فوریه قصد خود را برای ساختن یک اردوگاه برای پناهندگان سوری در حال فرار از خشونت در کشور خود اعلام کرد.
همچنین گزارش‌ها از ترکیه حاکی است که ۳۰۰۰ پناهنده از مرز بین دو کشور عبور کردند و به این شکل عدد پناهندگان سوری در ترکیه به عدد ۹۷۰۰ پناهنده تا پایان ماه فوریه رسید.

#### مارس
با شروع عملیات ارتش سوریه در شهرستان حمص در ماه فوریه و عملیات نظامی این کشور در منطقه مرزی کوچک با لبنان در ماه مارس موارد جابجایی خیل عظیمی از پناهندگان سوری به‌طور گسترده‌ای در لبنان ثبت شده‌است بطوری‌که با شروع ماه مارس تخمین زده می‌شود تعداد پناهندگانی که خارج شدند به ۲۰۰۰ نفر رسید.
در اواسط ماه مارس ترکیه در مورد سرعت افزایش به ویژه از استان ادلب و حلب صحبت می‌کرد این آمار به «چند صد نفر طی روز» می‌رسید، سازمان ملل متحد اعلام کرد که شمار پناهندگان در اردوگاه هاتای به بیش از عدد ۱۳۰۰۰ در ۱۸ ماه مارس رسید کما اینکه تعداد پناهندگان سوری در ترکیه به گفته مقامات ترکیه، از مرز ۱۴۷۰۰ عبور کرد، دولت ترکیه قصد خود را برای ساخت اردوگاه‌های جدید در استانهای هاتای و کلس و غازی عینتاب و شانلی‌اورفه اعلام کرد.
در اردن خبر از رسیدن ۸۰٫۰۰۰ پناهنده سوری به مرزهای این کشور گزارش شد، در منطقه الرمثا و شهر المفرق در شمال اردن یک سخنگوی دولت اردن بنام راکان جمالی این گزارش را داد کما اینکه همین فرد از قصد اردن برای ساختن اردوگاه برای استقبال از پناهندگان سوری به مساحت ۳۰٫۰۰۰ متر مربع خبر داد
با رسیدن ماه نوامبر عدد پناهندگان سوری ثبت شدن در کردستان عراق به ۱۰۰۰ نفر رسید علاوه بر آن تعداد ۱۰۰۰ نیز درخواست پناهندگی کردند از جمله دفتر مهاجرت اقلیم کردستان عراق گزارش کرد از جمله این پناهندگان ۶۰ خانواده و صدها سرباز جداشده از بشار اسد هستند که از مرز سوریه فرار کرده و به کردستان عراق پناه بردند.
با فرارسیدن ماه مارس براساس گزارش سازمان ملل تعداد پناهندگانی که در داخل سوریه به‌سر می‌برند حدوداً ۲۳۰٫۳۰۰ قید شد و همین منبع گفت که تعداد پناهندگان در خارج سوریه ۳۰٫۰۰۰ هستند.

#### آوریل
در آستانه برقراری آتش‌بس در مهلت تعیین شده در ده آوریل براساس طرح صلح کوفی عنان در سوریه ارتش سوریه حملاتش را در مناطق مورد اشغال اپوزیسیون سوریه در دو استان حلب و ادلب شمالی و ادلب مرزی در مرز ترکیه افزایش داد، درهمین رابطه مسئولین ترک حول افزایش غیرمعمول تعداد پناهندگان سوری در ۴ آوریل به عدد ۲٫۳۰۰ نفر و در ۵ آوریل ۲٫۸۰۰ پناهنده خبر دادند و در آستانه دیدار نماینده سازمان ملل و اتحادیه عرب از استانهای مرز ترکیه عدد گزارش شده پناهندگان سوری که ثبت شده بودند از مرز ۲۵٫۰۰۰ گذشت، بعد از آن داوود اغلو از رژیم سوریه خواست که به آتش‌بس وفادار بماند، کما اینکه دستیار سازمان ملل درخواست کرد که آتش‌بس ادامه یابد
با رسیدن ماه آوریل خبرهای رسیده حاکی از افزایش عدد پناهندگان سوری در کشورهای مجاور به میزان ۴۰ درصد بود و عدد پناهندگانی که ثبت شده بودند در این کشورها به ۵۵٫۰۰۰ نفر رسید که نیمی از این افراد کودکان یا افراد زیر ۱۸ سال بودند.

### ۲۰۱۹

#### مارس
۸۰ درصد آوارگان سوری در لبنان خواهان بازگشت به سوریه هستند، 
کمیساریای عالی سازمان ملل متحد برای پناهندگان در سال ۲۰۱۸ پرونده بیش از ۸۱ هزار و سیصد پناهجو در جهان را به منظور پذیرش در کشورهای مهاجرپذیر ارسال کرد، اما از این میان  تنها درخواست ۵۵ هزار و ۶۰۰ نفر پذیرفته شد. از این تعداد شمار پناهجویان سوریه بیشتر از دیگر پناهجویان بود و تنها  ۹۸۰۰ نفر  توانستند خاک لبنان را ترک کنند.

## تلاش برای کمک به پناهندگان سوری
- ترکیه اقدام به ساختن تعدادی اردوگاه برای اسکان پناهندگان سوری در تعدادی از مناطق ترکیه کرد از جمله در هاتای و کلس و غازی عینتاب و شانلورفا.
- دولت اردن از قصد خودش برای درست کردن یک اردوگاه برای پناهندگان سوری در شمال اردن به مساحت ۳۰٫۰۰۰ متر مربع خبر داد
- در دهم ماه آوریل کمیساریای عالی پناهندگان سازمان ملل اقدام به توزیع پتو، آبگرمکن برای پناهندگان سوری در سوریه، لبنان و عراق نمود
- سازمان بین‌المللی مهاجرت اقدام به توزیع سیستم‌های تصفیه آب و چراغ‌های قابل شارژ و پتو و اجاق گاز برای پناهنده‌های سوری در کشورهای لبنان و عراق نمود
- سازمان بین‌المللی کمکهای پزشکی از نیمه سال ۲۰۱۱ تا به الآن اقدام به دادن کمکهای طبی به تعداد ۱٫۲۰۰٫۰۰۰ پناهنده سوری در کشورهای همسایه با سوریه نمود.

## طرح‌های آتی حمایت از پناهندگان سوری
- سوئیس اعلام آمادگی کرد در صورتیکه سازمان ملل از آن بخواهد پناهندگان سوری را می‌پذیرد
- دولت محلی کردستان عراق تصمیم خود را مبنی بر ساختن یک اردوگاه برای پناهندگان سوری که در اثر عملیات خشونت‌آمیز از کشور خود فرار بکنند را اعلام کرد در همین رابطه اردوگاه قامشلی را به این پناهندگان اختصاص داد، این همان اردوگاهی است که پناهندگان کرد سوری را در بهار سال ۲۰۰۴ پناه داد که به پناهندگانی اختصاص داده شده بود که در بحران سوریه از کشور خود فرار کرده بودند
- دولت عربستان سعودی حول تلاش برای کمک به برادران سوری خود در مورد درد و رنج بسیاری که متحمل شده‌اند تمایلی به صحبت ندارد، چرا که از ابتدا و از شروع این بحران از موضع انسانی و مذهبی با آن‌ها همکاری داشته‌است و این کمک‌ها هدف تبلیغاتی و توجه طلبی نداشته‌است، عربستان سعودی مصرانه نه به این دلیل که پناهنده هستند بلکه به دلیل حفظ کرامت انسانی و سلامتی آن‌ها بر این امر تأکید دارد و تابحال نیز به میلیونها پناهنده سوری در کشورهای همجوار سوریه مثل اردن و لبنان و سایر دولت‌ها کمک کرده‌است و تابحال ارزش کمک‌های انسانی عربستان برای برادران سوری خود به ۷۰۰ میلیون دلار بالغ شده‌است
- براساس آمار کنفرانس سوم بین‌المللی رانده شدگان که در مارس گذشته در کویت به منظور کمک به وضعیت انسانی در سوریه برگزار شد، مسئول کمک رسانی انسانی در این کنفرانس حول کمکهای عربستان سعودی گزارشی به کنفرانس داد از جمله: اختصاص مواد غذایی، درمانی، سرپناه برای آوارگان و خدمات آموزشی از جمله این موارد مراکز درمانی تخصصی سعودی که برای عموم پناهندگان سوری در نظر گرفته شده‌است که مهمترین آن اردوگاه زعتری در اردن و اردوگاه‌های مناطق مرزی را شامل می‌شود.